# Марек Гласко
Ма́рек Гла́ско (пол. Marek Hlasko; 14 січня 1934, Варшава — 14 червня 1969, Вісбаден) — польський письменник.

## Біографія

### Дитинство, навчання
Єдиний син у родині. Дітей у родині Гласків хрестили пізно, майбутній письменник був охрещений 26 грудня 1935 року. Батьки розлучилися у 1937 році. Через два роки помер батько. Під час німецької окупації мешкав з матір'ю у Варшаві, аж до поразки Варшавського повстання. Складними шляхами сім'я перебралася у 1946 році до Вроцлава. На шляху до Вроцлава в Білостоку мати вдруге вийшла заміж (шлюб цівільний), відносини з вітчимом у хлопчика не склалися. Він гостро пережив роки війни. В подальшому він писав у автобіографічних творах: «Вчився мало і погано, відрізнявся бунтарським духом». В 1948 році закінчив загальноосвітню школу ім. Марії Конопницької у Вроцлаві. З подальшим навчанням не складалося: два місяці вчився у торгово-адміністративній школі у Вроцлаві, потім рік у Легніці в школі Робітничого товариства друзів дітей. З вересня 1949 до січня 1950 навчався у Театрально-технічному ліцеї у Варшаві, звідки був виключений «за систематичне нехтування шкільними правилами, та порушенням порядку кримінального характеру, а також за деморалізуючий вплив на колег».

### Подальша доля
З 1951 жив у Варшаві, займався журналістикою. Дебютував — і з великим успіхом — книгою оповідань у 1954. Став широко відомий серед молоді як легенда свого покоління. Виїхав на захід в 1958, публікувався в паризькому видавництві Єжи Ґедройця «Культура».
Важко сумував за Польщею, багато пив, був непримиренний в думках, украй неврівноважений в поведінці (його нерідко порівнювали з Джеймсом Діном, на якого Гласко був навіть зовні схожий). Жив у Франції, Італії, Швейцарії, ФРН, Ізраїлі, США.
З 1960 був одружений з німецькою кіноакторкою Сонею Ціманн (вона виконувала одну з двох головних ролей у фільмі Александера Форда «Восьмий день тижня» (1958), знятому за сценарієм Гласко і Форда). У 1964 двічі робив спроби самогубства. Не раз конфліктував з поліцією, декілька разів його відправляли до психіатричних клінік. Подружжя розійшлося в 1966. У 1969 р. Письменник наклав на себе руки в готельному номері, прийнявши велику дозу снодійного і алкоголю. У 1975 його прах був перевезений до Варшави. У Польщі книги Гласко знову стали публікувати з 1983.

## Творчість
Автор гострокритичних, безвихідних за світовідчуттям новел і повістей «Всі відвернулися» (1963), «Обернений в Яффі» (1966), роману «Сова, дочка пекаря» (1968). Автобіографічна книга про початок шляху «Красиві, двадцятирічні» (1966).

## Визнання
Багато творів Гласко було екранізовано в Польщі, ФРН, США, зокрема — після його смерті.

## Твори
- «Baza Sokołowska» (1954, оповідання)
- «Pierwszy krok w chmurach» (1956, оповідання)
- «Cmentarze», «Następny do raju» (Париж, 1958, повісті)
- «Wszyscy byli odwróceni», «Brudne czyny» (Париж, 1963, повісті)
- «Nawrócony w Jaffie», «Opowiem wam o Esther» (Лондон, 1966, повісті)
- «Piękni dwudziestoletni» (Париж, 1966, автобіографія)
- «Sowa, córka piekarza» (Париж, 1968, роман)
- «Palcie ryż każdego dnia» (1983, повість)
- «Drugie zabicie psa» (1985, повість)
- «Listy z Ameryki» (1997, нариси)

## Публікації українською
- Гласко М. Ломбард ілюзій, (Пер. з пол. Л.Андрієвська), альманах «Королівський ліс» — 2002.

Найсвятіші слова. Повість. [Архівовано 28 лютого 2005 у Wayback Machine.]
- М.Гласко. Оповідання. Журнал «Всесвіт». 2005. [Архівовано 22 лютого 2014 у Wayback Machine.]
- Гласко М. «У день смерті Його», (Пер. з пол. Л.Андрієвська), «Сучасність». — 2006. — N2. — С.17-43.
- Гласко М. «Оповідання», (Пер. з пол. О.Шамко), «Всесвіт». — 2005. — N11-12. Інтернет-версія [Архівовано 22 лютого 2014 у Wayback Machine.]
- Гласко М. «Лист», (Пер. з пол. А.Бондар), «Газета по-українські». — 07.12.2007. Інтернет-версія
- Гласко М. «Найсвятіші слова нашого життя», (Пер. з пол. Л.Андрієвська), «Потяг76». — 2005. Інтернет-версія [Архівовано 28 лютого 2005 у Wayback Machine.]
- Гласко М. «Вікно», (Пер. з пол. Л.Андрієвська), «Потяг76». — 2005. Інтернет-версія [Архівовано 24 вересня 2015 у Wayback Machine.]
- Гласко М. «Петля», (Пер. з пол. Ігоря Пізнюка), «Кур'єр Кривбасу». — 2010. — № 246-247. — С. 109—152.
- Гласко М."Перший крок у хмарах" (пер. Олександра Ірванця), «Дніпро» — 2011, № 3

## Публікації російською
- Петля. «Иностранная литература», № 8 за 1992 г.
- Красивые, двадцатилетние. «Иностранная литература», № 12 за 1993 г.
- Расскажу вам об Эстер. «Звезда» № 12 за 1996 г.
- Письма из Америки. «Иностранная литература», № 2 за 2000 г.
- Красивые, двадцатилетние. М.: Иностранная литература; БСГ-Пресс, 2000